# Bernieridae
Famille
Les Bernieridae (ou berniéridés en français) sont une famille de passereaux malgaches constituée de onze espèces réparties en huit genres.

## Systématique
La famille des Bernieridae a été créée en 2010 par Alice Cibois (d), Normand David (d), Steven M. S. Gregory (d) et Éric Pasquet (d).

## Liste des genres et espèces
Selon la classification de référence du Congrès ornithologique international (version 14.2, 2024) (ordre phylogénique) :
- genre Oxylabes Sharpe, 1870
  - Oxylabes madagascariensis (Gmelin, JF, 1789) – Oxylabe à gorge blanche
- genre Bernieria Pucheran, 1855
  - Bernieria madagascariensis (Gmelin, JF, 1789) – Tétraka malgache
- genre Cryptosylvicola Goodman, Langrand & Whitney, 1996
  - Cryptosylvicola randrianasoloi Goodman, Langrand & Whitney, 1996 – Sylvicole cryptique
- genre Hartertula Stresemann, 1925
  - Hartertula flavoviridis (Hartert, E, 1924) – Jery à queue étagée
- genre Thamnornis Milne-Edwards & Grandidier, A, 1882
  - Thamnornis chloropetoides (Grandidier, A, 1867) – Kiritika malgache
- genre Xanthomixis Sharpe, 1881
  - Xanthomixis zosterops (Sharpe, 1875) – Farifotra zostérops
  - Xanthomixis apperti (Colston, 1972) – Farifotra d'Appert
  - Xanthomixis cinereiceps (Sharpe, 1881) – Farifotra à tête grise
- genre Crossleyia Hartlaub, 1877
  - Crossleyia xanthophrys (Sharpe, 1875) – Foditany à sourcils jaunes
  - Crossleyia tenebrosa (Stresemann, 1925) – Farifotra obscure
- genre Randia Delacour & Berlioz, 1931
  - Randia pseudozosterops Delacour & Berlioz, 1931 – Randie malgache

## Publication originale
- (en) Alice Cibois, Normand David, Steven M. S. Gregory et Éric Pasquet, « Bernieridae (Aves: Passeriformes): a family-group name for the Malagasy sylvioid radiation », Zootaxa, Magnolia Press (d), vol. 2554, no 1,‎ 30 juillet 2010, p. 65-68 (ISSN 1175-5334 et 1175-5326, OCLC 49030618, DOI 10.11646/ZOOTAXA.2554.1.6, lire en ligne).